# Brûlon
Brûlon est une commune française, située dans le département de la Sarthe en région Pays de la Loire, comptant 1 525 habitants.
La commune fait partie de la province historique du Maine.

## Géographie
Brûlon est une commune sarthoise, ancien chef-lieu du canton de Brûlon, située à 35 km à l'ouest du Mans et 17 km au nord de Sablé-sur-Sarthe. Elle est traversée par la route départementale no 4 Sablé-Sillé. Brûlon est située à 4 km de la sortie 1 de l'autoroute A81 qui relie notamment Le Mans à Laval.
Le territoire est bordé par la Vègre.
| Saint-Denis-d'Orques |          | Joué-en-Charnie         |
|                      | Brûlon   | Mareil-en-Champagne     |
| Avessé               | Chevillé | Saint-Ouen-en-Champagne |

### Géologie
La commune repose sur le bassin houiller de Laval daté du Culm, du Viséen supérieur et du Namurien (daté entre -346 et -315 millions d'années).

### Climat
Pour des articles plus généraux, voir Climat des Pays de la Loire et Climat de la Sarthe.
En 2010, le climat de la commune est de type climat océanique dégradé des plaines du Centre et du Nord, selon une étude du CNRS s'appuyant sur une série de données couvrant la période 1971-2000. En 2020, Météo-France publie une typologie des climats de la France métropolitaine dans laquelle la commune est exposée à un climat océanique et est dans la région climatique  Moyenne vallée de la Loire, caractérisée par une bonne insolation (1 850 h/an) et un été peu pluvieux. 
Pour la période 1971-2000, la température annuelle moyenne est de 11,2 °C, avec une amplitude thermique annuelle de 14,1 °C. Le cumul annuel moyen de précipitations est de 741 mm, avec 11,8 jours de précipitations en janvier et 7,1 jours en juillet. Pour la période 1991-2020, la température moyenne annuelle observée sur la station météorologique de Météo-France la plus proche, sur la commune de Saint-Loup-du-Dorat à 16 km à vol d'oiseau, est de 12,2 °C et le cumul annuel moyen de précipitations est de 760,0 mm,. Pour l'avenir, les paramètres climatiques de la commune estimés pour 2050 selon différents scénarios d'émission de gaz à effet de serre sont consultables sur un site dédié publié par Météo-France en novembre 2022.

## Urbanisme

### Typologie
Au 1er janvier 2024, Brûlon est catégorisée bourg rural, selon la nouvelle grille communale de densité à sept niveaux définie par l'Insee en 2022.
Elle est située hors unité urbaine et hors attraction des villes,.

### Occupation des sols
L'occupation des sols de la commune, telle qu'elle ressort de la base de données européenne d’occupation biophysique des sols Corine Land Cover (CLC), est marquée par l'importance des territoires agricoles (90,9 % en 2018), en diminution par rapport à 1990 (94,2 %). La répartition détaillée en 2018 est la suivante : 
prairies (54,8 %), terres arables (33,5 %), zones urbanisées (5 %), zones industrielles ou commerciales et réseaux de communication (3,1 %), zones agricoles hétérogènes (2,6 %), forêts (0,9 %). L'évolution de l’occupation des sols de la commune et de ses infrastructures peut être observée sur les différentes représentations cartographiques du territoire : la carte de Cassini (XVIIIe siècle), la carte d'état-major (1820-1866) et les cartes ou photos aériennes de l'IGN pour la période actuelle (1950 à aujourd'hui).

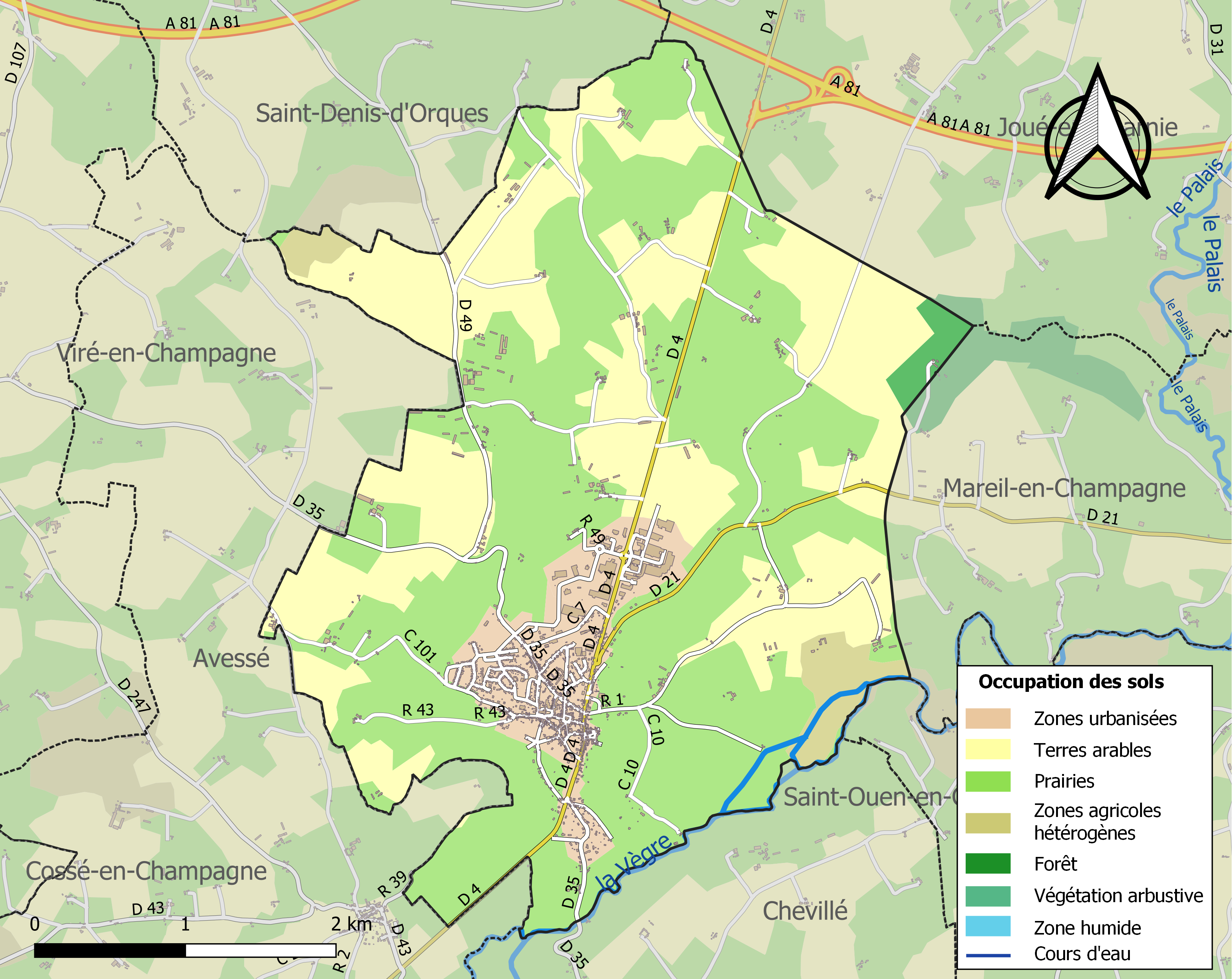
Carte des infrastructures et de l'occupation des sols de la commune en 2018 (CLC).

## Toponymie
les anciennes appellations sont Bricilonum VIe siècle, Bruciron (monnaie mérovingienne) VIIe siècle, in condita Bruslondense 814 ; la signification en serait indéterminée. D'autres évoquent une technique de défrichement
Le gentilé est Brûlonnais.

## Histoire
La destruction du château en 1774 et les fouilles réalisées en 1983 sur la motte castrale révèlent l'ancienneté de l'occupation du site. Une occupation celte et romaine est retrouvée avec mise au jour d'un mur gallo-romain, lui succède une vaste nécropole mérovingienne dont cent cinquante sarcophages en pierre de falun sont mis au jour au XVIIIe siècle.
Au haut Moyen Âge, la motte castrale devient le siège d'un château avec développement de deux agglomérations, une autour du château médiéval détruit par son propriétaire en 1774 et l'autre autour de l'église romane et son prieuré. Les deux pôles et les douves autour de la motte sont visibles sur le cadastre de 1826, les douves sont finalement comblées en 1960.
Au XVIIIe siècle, un nouveau château y est reconstruit et c'est de là que Claude Chappe réalise sa première expérience publique de communication à distance entre Brûlon et Parcé le 2 mars 1791 avec l'aide de ses quatre frères. L'expérience consiste à placer deux cadrans mobiles dotés d'aiguilles et de chiffres, appelés par lui tachygraphe initialement avant d'adopter en 1792 le mot plus adapté de télégraphe, installés respectivement dans son village natal de Brûlon et le village de Parcé-sur-Sarthe distant de 14 km. L'expérience, envoyer un message dans chaque sens, est réussie et authentifiée par un compte rendu officiel. Claude Chappe put, avec ces preuves de fonctionnement, se rendre à Paris pour promouvoir son invention auprès de l'Assemblée législative avec le soutien de son frère Ignace Chappe, député et de Joseph Lakanal.
Des mines de charbon sont brièvement exploitées entre 1844 et 1850.
Au XIXe siècle, c'est une évolution haussmannienne que connait Brûlon sous l'impulsion de son jeune maire Constant Cordier élu en 1849 : les nouvelles halles abritant à l'étage la mairie deviennent le nouveau centre avec cinq voies rectilignes rayonnantes dont les rives se construisent rapidement en quelques années d'immeubles de qualité et assez homogènes. Cette évolution est complétée par l'arrivée du train à la fin du siècle au bout du boulevard de la Gare.
Cet urbanisme, la qualité des édifices et de leur restauration permet à Brûlon d'accéder au label de Petites cités de caractère.

## Démographie
L'évolution du nombre d'habitants est connue à travers les recensements de la population effectués dans la commune depuis 1793. Pour les communes de moins de 10 000 habitants, une enquête de recensement portant sur toute la population est réalisée tous les cinq ans, les populations de référence des années intermédiaires étant quant à elles estimées par interpolation ou extrapolation. Pour la commune, le premier recensement exhaustif entrant dans le cadre du nouveau dispositif a été réalisé en 2004.
En 2022, la commune comptait 1 525 habitants, en évolution de −5,22 % par rapport à 2016 (Sarthe : −0,25 %, France hors Mayotte : +2,11 %).
| 1793  | 1800  | 1806  | 1821  | 1831  | 1836  | 1841  | 1846  | 1851  |
| ----- | ----- | ----- | ----- | ----- | ----- | ----- | ----- | ----- |
| 1 165 | 1 310 | 1 386 | 1 635 | 1 526 | 1 652 | 1 731 | 1 796 | 1 842 |

| 1856  | 1861  | 1866  | 1872  | 1876  | 1881  | 1886  | 1891  | 1896  |
| ----- | ----- | ----- | ----- | ----- | ----- | ----- | ----- | ----- |
| 1 801 | 1 792 | 1 708 | 1 651 | 1 715 | 1 774 | 1 619 | 1 551 | 1 550 |

| 1901  | 1906  | 1911  | 1921  | 1926  | 1931  | 1936  | 1946  | 1954  |
| ----- | ----- | ----- | ----- | ----- | ----- | ----- | ----- | ----- |
| 1 454 | 1 369 | 1 347 | 1 222 | 1 254 | 1 263 | 1 269 | 1 227 | 1 142 |

| 1962  | 1968  | 1975  | 1982  | 1990  | 1999  | 2004  | 2006  | 2009  |
| ----- | ----- | ----- | ----- | ----- | ----- | ----- | ----- | ----- |
| 1 206 | 1 171 | 1 150 | 1 126 | 1 296 | 1 341 | 1 411 | 1 407 | 1 522 |

| 2014  | 2019  | 2022  | - | - | - | - | - | - |
| ----- | ----- | ----- | - | - | - | - | - | - |
| 1 595 | 1 521 | 1 525 | - | - | - | - | - | - |

## Économie
Brûlon est une commune agricole, industrielle et touristique.
83 % de la surface de la commune est utilisée à des fins agricoles. 23 exploitants sont installés sur 17 exploitations dont la superficie moyenne est de 74 hectares. La concentration prévaut sur le nombre d'installations nouvelles. L'agriculture est dominée par l'élevage hors-sol (porcs, volailles dont les volailles de Loué) et les vaches allaitantes.
L'industrie a été favorisée par l'arrivée au début des années 1980 de l'autoroute A81 dont la sortie 1, sur la commune de Joué-en-Charnie, n'est distante que de 4 km de la commune. Le dynamisme industriel est essentiellement basé sur l'entreprise FPEE (fabrication industrielle de menuiseries alu ou PVC) et ses succursales (Art et fenêtre, Ouverture, Mixal, etc.) FPEE est la première entreprise à s'être installée sur la zone industrielle de Brûlon.
L'économie touristique s'appuie sur de l'hôtellerie de plein air, de l'hôtellerie classique, séjours à thème (Tipis), restaurant, gîtes et chambres d'hôtes. Un syndicat d'initiative est ouvert à l'année.

## Culture locale et patrimoine

### Lieux et monuments
- Motte castrale, marquant l'emplacement du site de l'ancien château de Brûlon, de l'époque gallo-romaine et du Moyen Âge, inscrite au titre des monuments historiques en 1995[25]. De cette motte a été émis le premier message télégraphique, un mat de télégraphe est encore planté au milieu.
- Église Saint-Pierre-et-Saint-Paul, du XIe siècle, remaniée au XIXe siècle (mobilier et décor intérieur). Les vitraux contemporains ont été conçus et réalisés en 2012 par l'artiste, Mariette Teisserenc, et le maître-verrier, Eric Boucher.
- Prieuré partageant l'origine romane de l'église (tour d'escalier), porche du XIVe siècle, reconstruit aux XVe et XVIe siècles. Il abrite le musée Claude-Chappe[18].
- Maison natale de Claude Chappe, inventeur du télégraphe, des XVIIe et XVIIIe siècles.
- Nouvelles Halles, construction décidée en 1853, siège actuel de la mairie.
- Tour du Pissot, du XIXe.
- Ancienne gare, du XIXe siècle.
- Château de Vert, du XIXe siècle.
- Château de Bellevue.

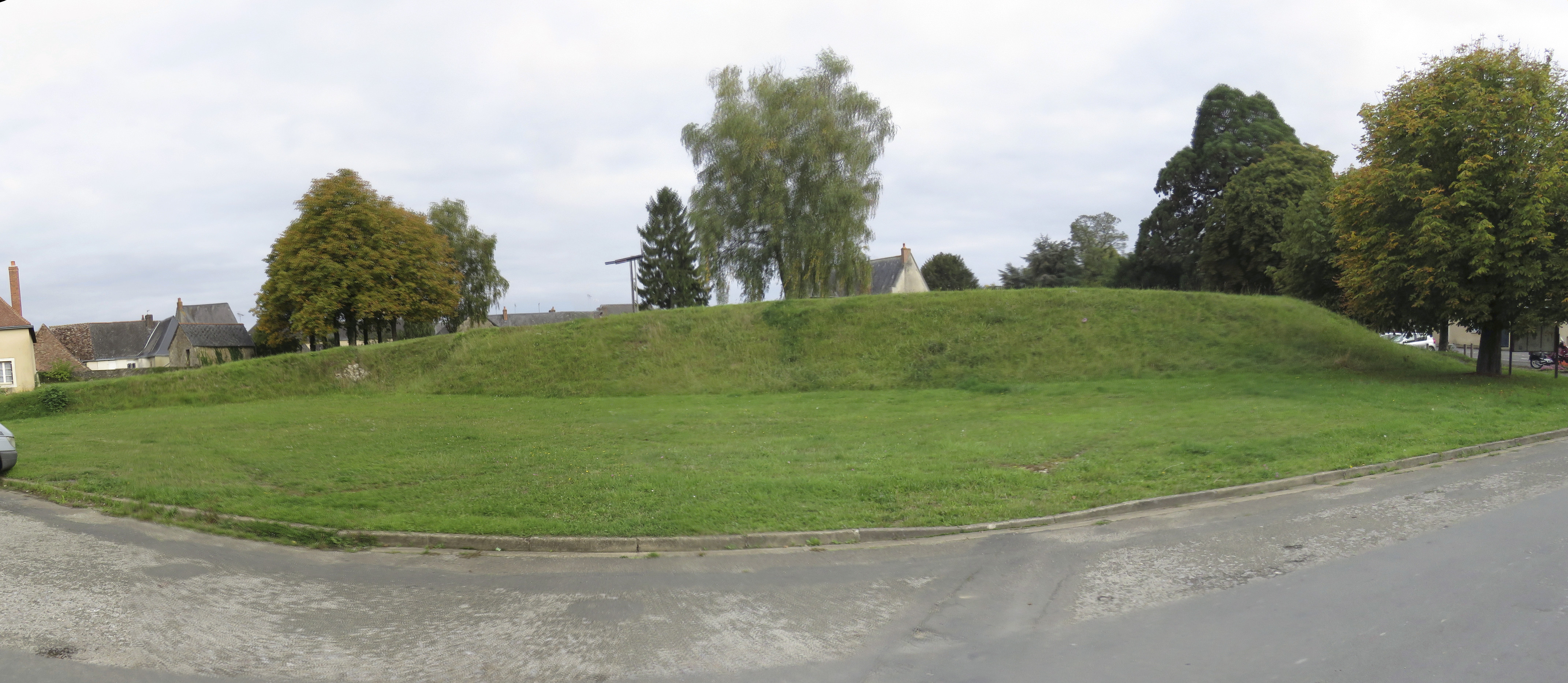
Motte castrale
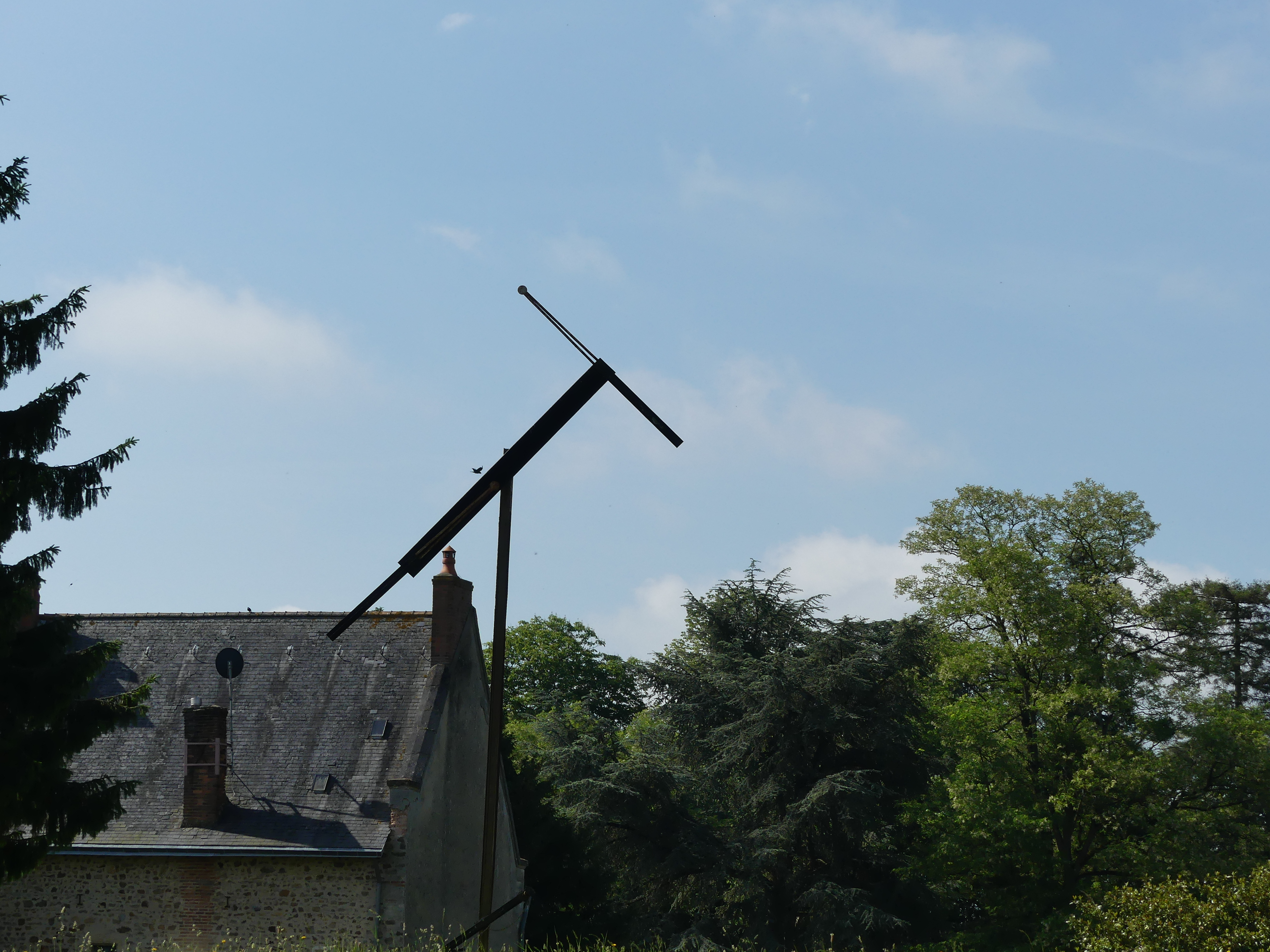
Mât de télégraphe sur la motte castrale
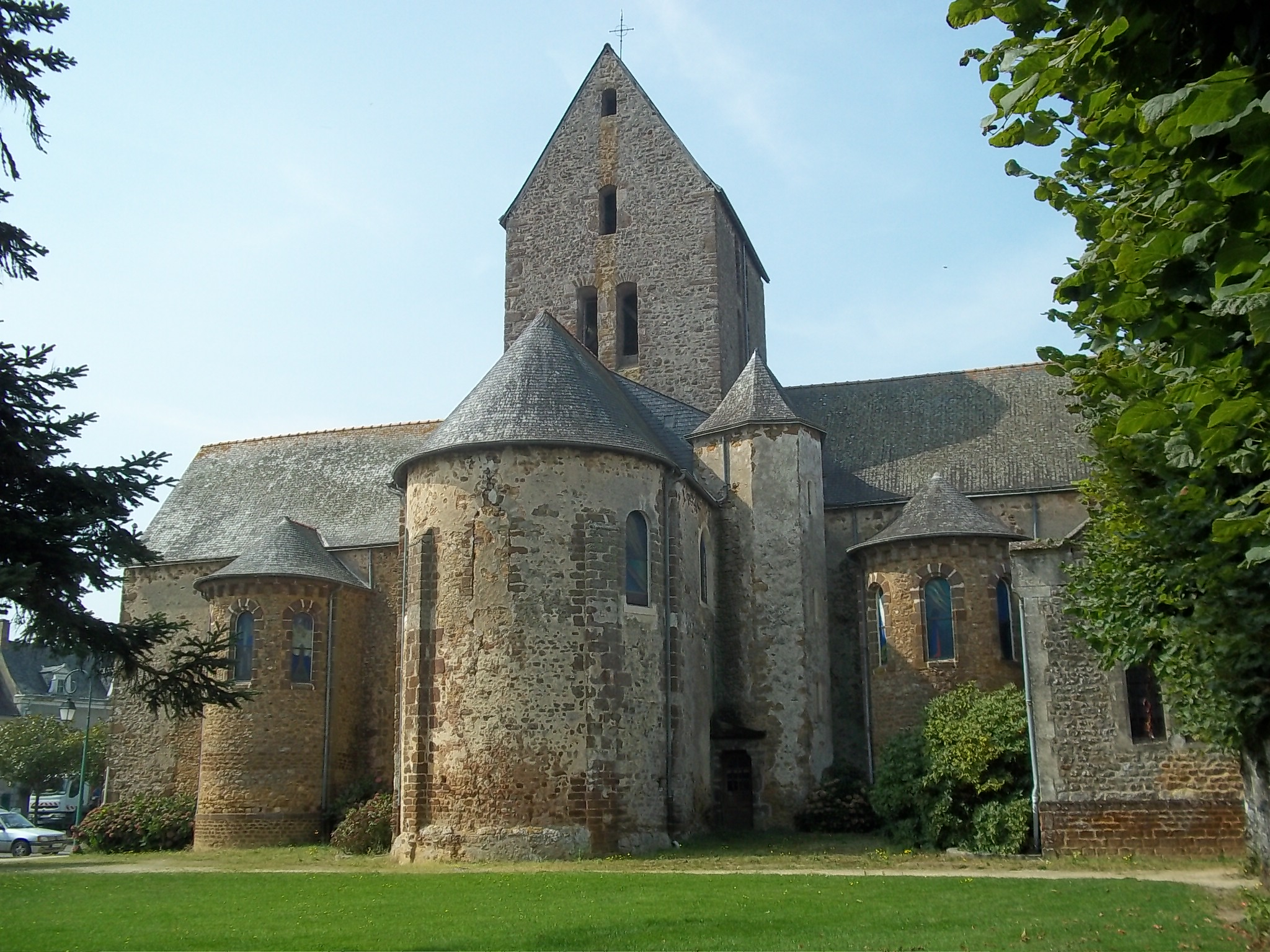
Église de Brûlon, clocher en bâtière et chevet roman
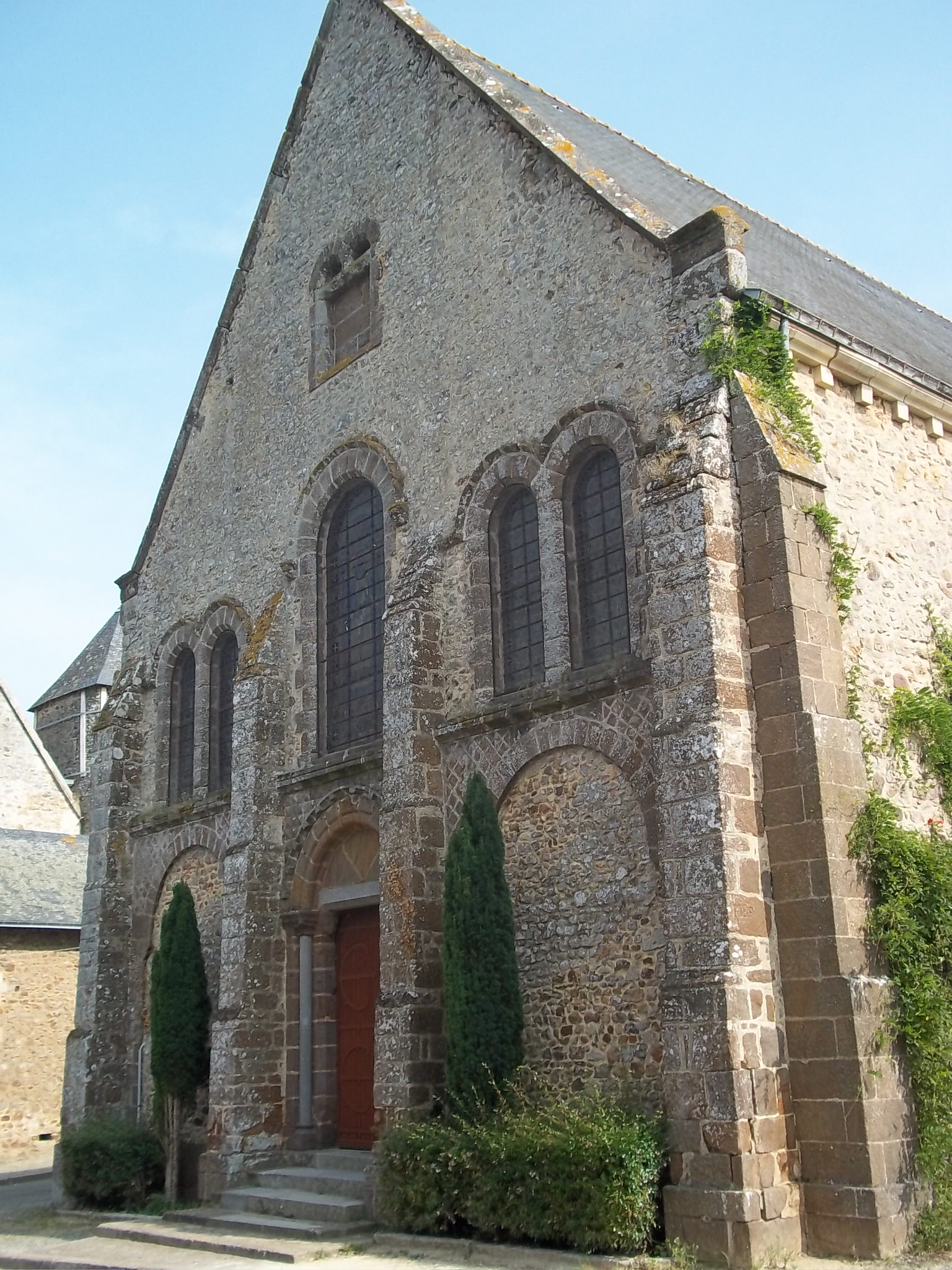
Église de Brûlon, façade
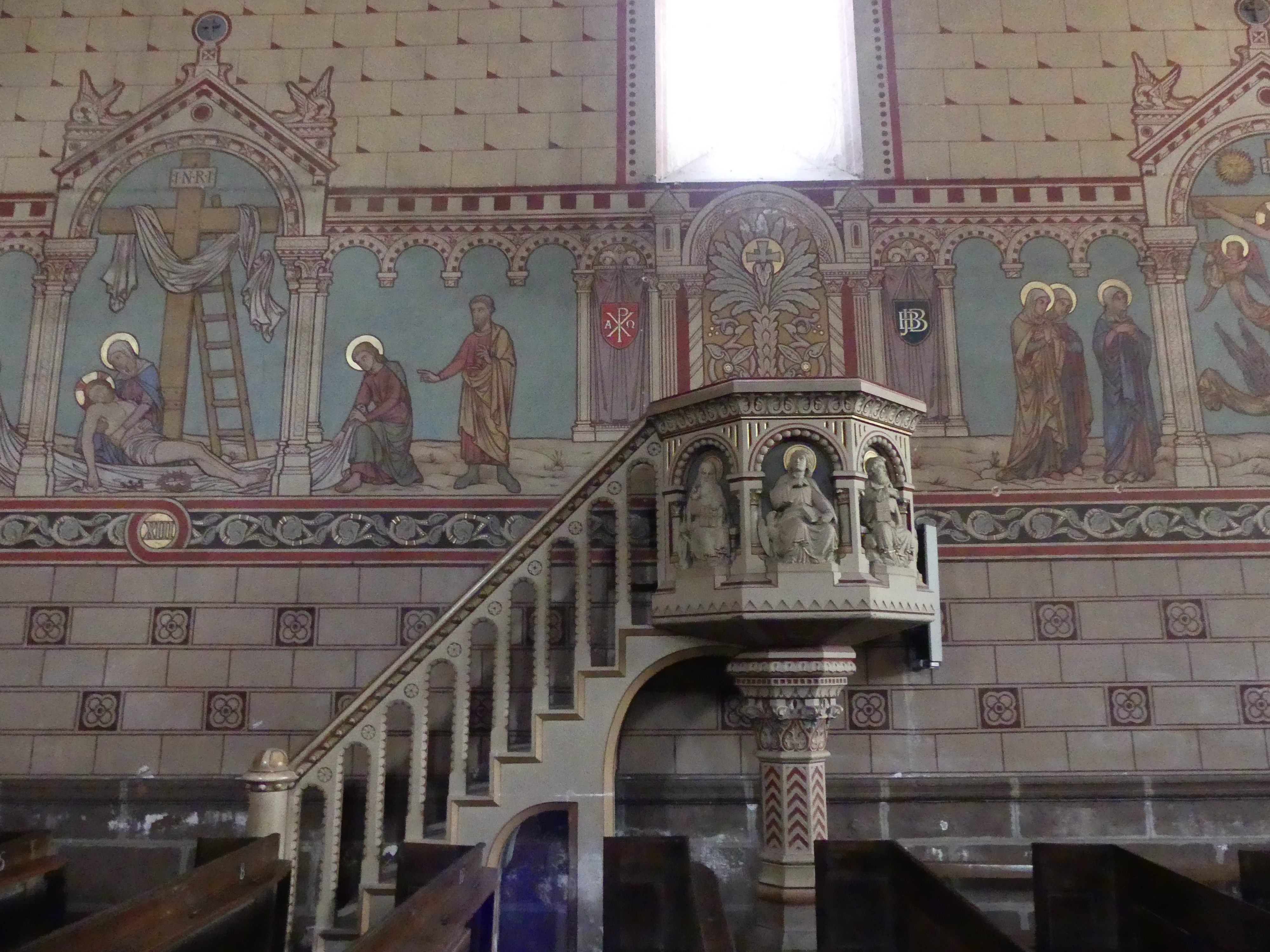
Église de Brûlon, chaire en marbre et chemin de croix, XIXe siècle
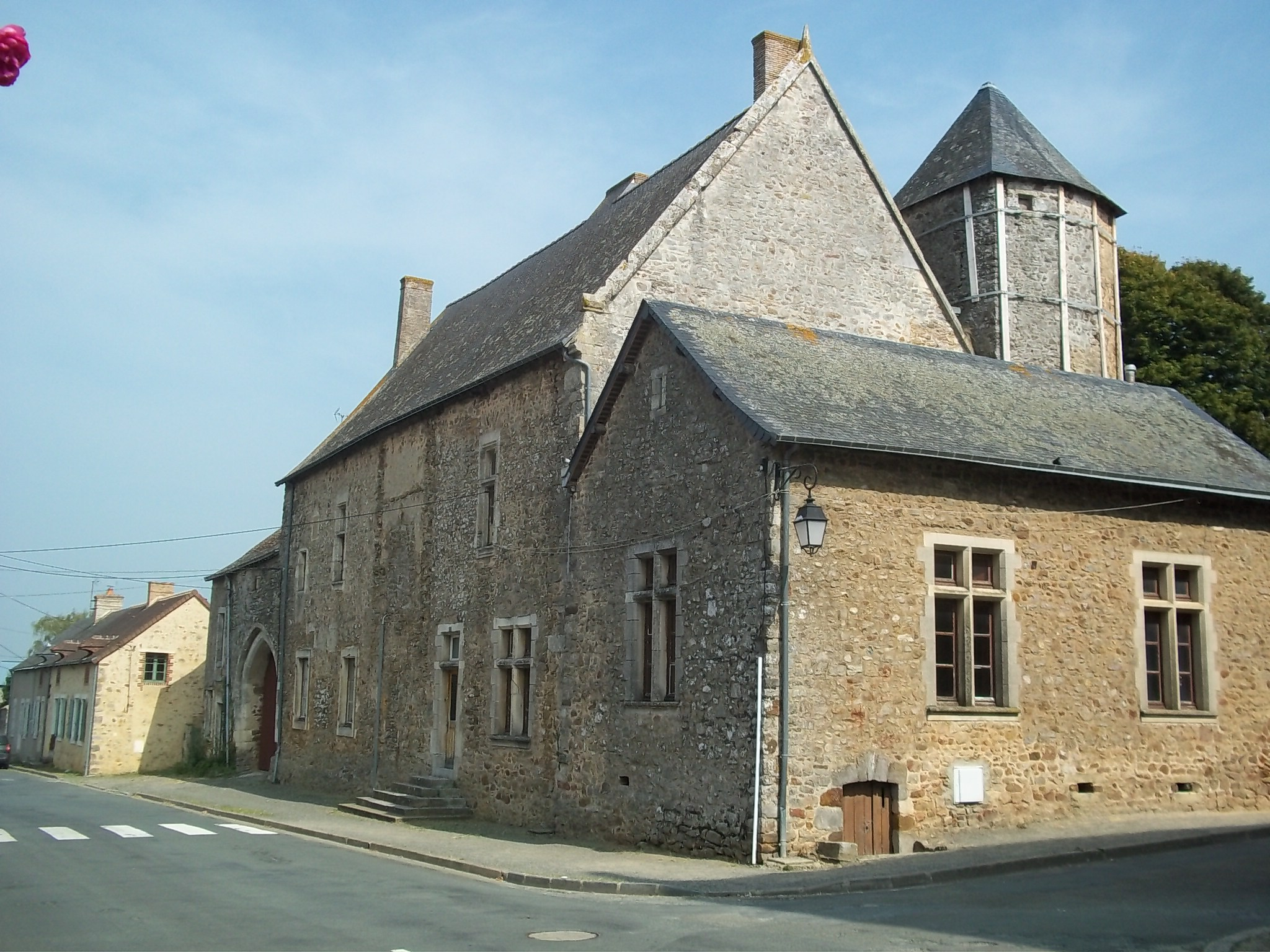
Prieuré (musée Claude-Chappe)
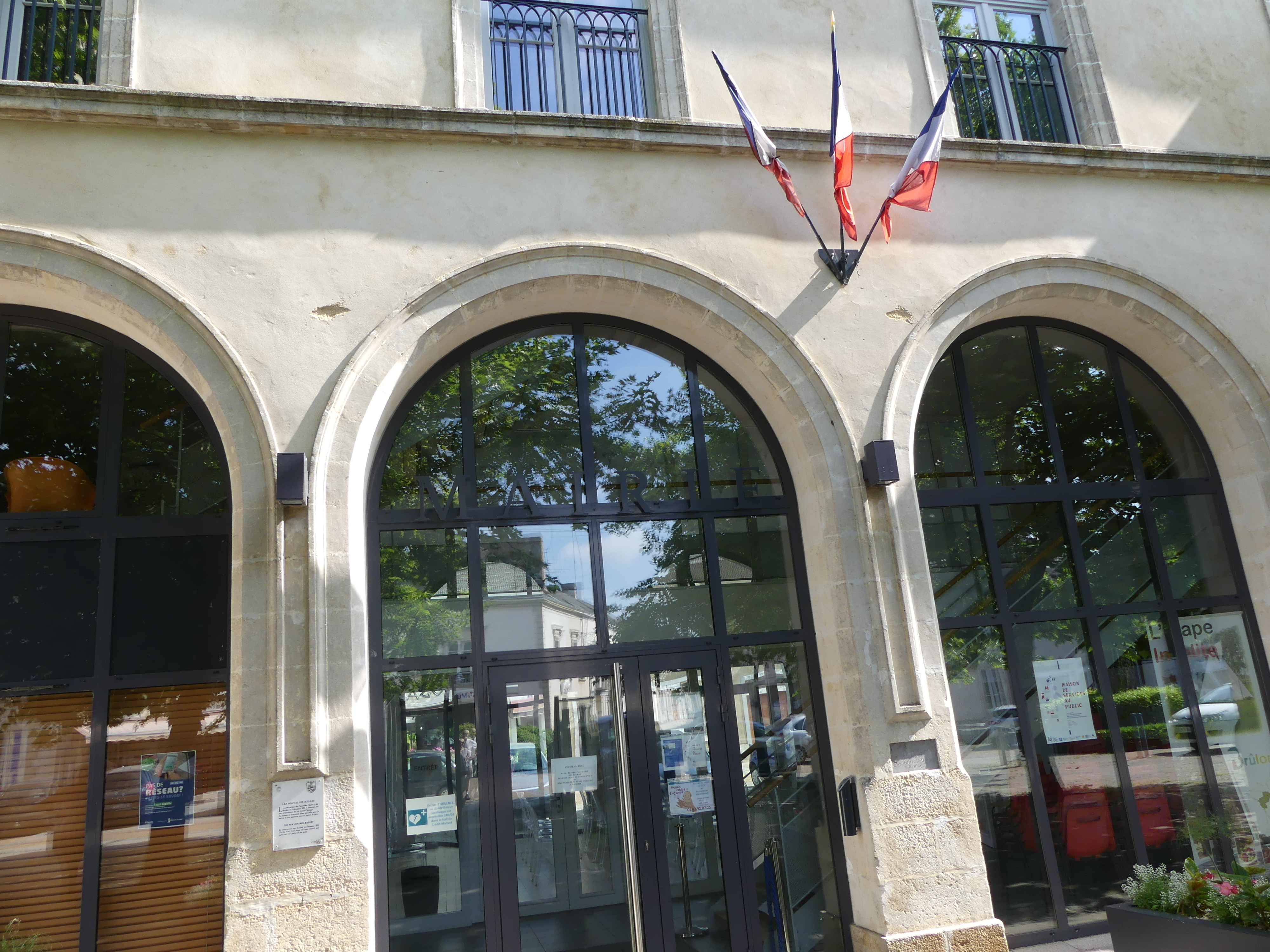
Nouvelles halles XIXe siècle (mairie)

### Activité et manifestations

#### Manifestations passées
- 1996 : Coupe de France de VTT
- 1997 : Coupe de France de VTT
- 2002 : Coupe d'Europe de VTT (5e manche)

### Sports et loisirs
- Base de loisirs : plan d'eau (baignade et activités), tipis.
- Base VTT labellisée FFC.
- Randonnées.
- Les Tipis du bonheur de vivre.
- Le club de football de Brûlon, l'APBFC né en 2021 de la fusion entre l'UCAP et la Patriote Brûlonnaise, comprend aux alentours de 400 licenciés dès 6 ans. L'équipe phare du club évolue au niveau R3 de la ligue Pays de la Loire.

### Jumelages
- Tattershall (Angleterre)

La commune de Brûlon est jumelée comme beaucoup de communes de la Sarthe à une petite ville du Lincolnshire.

### Personnalités liées à la commune
- François-René Guérin, homme politique né le 18 janvier 1735 à Brûlon (Sarthe) et décédé le 10 février 1812 au même lieu.
- Gabriel François Chenon de Beaumont (1741-1819), homme politique né à Brûlon, député du tiers état aux états généraux de 1789.
- Claude Chappe (1763 à Brûlon - 1805), physicien, inventeur du télégraphe aérien et des tours de Chappe.
- René Gréory (1895 à Brûlon- 1967), peintre et décorateur.
- Émile Grouard (1840 à Brûlon - 1931), prélat et missionnaire catholique.
- Paul Cointreau, sabotier et inventeur brûlonnais. Pour la pêche, il invente le bouchon ferré et le cueille fruit. Il a reçu la médaille d'argent au concours Lépine pour sa plus célèbre invention : les crampons moulés des chaussures de football[réf. nécessaire].
- Jules Delamotte et William Béatrix : résistants brûlonnais de la Seconde Guerre mondiale.

### Héraldique
| Blason de Brûlon | Blason  | De gueules à la salamandre d'or sur sa patience du même; au chef d'argent chargé d'une crosse de sable mouvant du trait du chef. |
| Blason de Brûlon | Détails | Adopté le 28 novembre 1960. |